# Saint-Martin-de-Beauville
Saint-Martin-de-Beauville är en kommun i departementet Lot-et-Garonne i regionen Nouvelle-Aquitaine i sydvästra Frankrike. Kommunen ligger i kantonen Beauville som tillhör arrondissementet Agen. År 2022 hade Saint-Martin-de-Beauville 156 invånare.

## Befolkningsutveckling
Antalet invånare i kommunen Saint-Martin-de-Beauville
| Referens: INSEE |